# Forêt provinciale de Fort à La Corne
 (août 2025).
Si vous disposez d'ouvrages ou d'articles de référence ou si vous connaissez des sites web de qualité traitant du thème abordé ici, merci de compléter l'article en donnant les références utiles à sa vérifiabilité et en les liant à la section « Notes et références ».
La forêt provinciale de Fort à La Corne est une forêt mixte inscrite dans une zone forestière protégée, située dans la province de la Saskatchewan au Canada.
Ce site de conservation du patrimoine forestier s'étend sur 132 500 hectares.
Cette forêt est située à l'Est de la ville de Prince Albert, près d'une réserve indienne des Cris près de l'ancien comptoir français et poste de traite de Fort de La Corne, qui a donné son nom à la forêt.